# Novelas de Reinos Olvidados
La colección de Reinos Olvidados es una serie de libros de diversos autores basados en el mundo ficticio de Reinos Olvidados, imaginado por Ed Greenwood como escenario de campaña para sus partidas de Dungeons & Dragons.
Son publicados por Wizards Of The Coast (algunos fueron publicados por primera vez por TSR antes de ser absorbido por WotC) en inglés, y por Timun Mas en español.
Altaya es la editorial que está publicando la colección completa de Reinos Olvidados. Actualmente lo continua publicando Timun Mas.

## Libros publicados en español

### TrilogíaMoonshaes
Serie de novelas de Douglas Niles en la que un grupo de muy diversos orígenes tendrá que hacer frente a la Bestia Kazgoroth.
- El Pozo de las Tinieblas
- El dios de la Muerte
- La venganza de Bhaal

### TrilogíaReinos Olvidados
Serie de novelas escritas por Kate Novak en colaboración con Jeff Grubb. Cuenta la historia de Alias, una guerrera que despierta un día con un misterioso tatuaje en uno de sus brazos, sin recordar nada sobre él.
- El tatuaje azul
- El espolón del wyvern
- El cántico de los saurios

### TrilogíaEspadas del Mar de la Luna
Serie de novelas escritas por Richard Baker. Una nueva epopeya para un tiempo nuevo.
- El Mago de la Espada
- Corsario
- Vengador

### Fuego mágico
Novela escrita por Ed Greenwood que tiene como protagonista a la joven Shandril Shessair.

### La hija de la Casa Baenre
Novela escrita por Elaine Cunningham que tiene como protagonista a la joven drow Liriel Baenre.

### La ciudad del esplendor
Novela escrita por Ed Greenwood / Elaine Cunningham. A lo largo de la ciudad de Aguas Profundas, joya de la Costa de la Espada, el desastre golpea con efecto aterrador.

### Avatar
Serie de novelas escritas por Richard Awlinson en colaboración con James Lowder. Tiene lugar durante la Era de los Trastornos, en la que los dioses fueron enviados al plano terrenal por Ao, condenados a permanecer en su forma terrenal, y durante la que se desarrollaron numerosas intrigas y peleas.
- Las Tablas del Destino
- Tantras
- Aguas Profundas
- El Príncipe de las Mentiras
- El Crisol: El juicio de Cyric el loco

### TrilogíaEl Imperio
Trilogía escrita por David Cook, Troy Denning y James Lowder respectivamente. Así como la Trilogía Maztica es la versión de los Reinos del descubrimiento de América, esta serie se ambienta en una región entre Faerûn y Kara-Tur que correspondería al Imperio mongol, con Yamun Khahan como equivalente de Gengis Kan.
- Los señores de la estepa
- La muralla del dragón
- Cruzada

### TrilogíaMaztica
Serie de novelas escrita por Douglas Niles. Ambientada en el continente de Maztica, con una civilización parecida a la maya o inca, la historia tiene ciertos paralelismos con la historia del descubrimiento de América.
- Yelmos de hierro
- Erixitl de Palul
- Qotal y Zaltec

### TrilogíaLa Dama Penitente
Serie de novelas escrita por Lisa Smedman. Secuela de La Guerra de La Reina Araña. Halisstra Melarn, convertida a la causa de la diosa Eilistraee, fue enviada a las profundidades más oscuras de los Planos Exteriores.
- El sacrificio de la viuda
- La Tormenta de los Muertos
- La ascensión de los condenados

### TrilogíaLos caballeros de Myth Drannor
Serie de novelas escrita por Ed Greenwood. En ellas nos encontraremos a héroes ya conocidos, como Florin, Islif, y Jhessail, combatiendo para hacerse un nombre.
- Espadas de la noche
- Espadas de Fuego de Dragón
- La espada nunca duerme

### El Valle del Viento Helado
Serie de novelas escrita por R.A. Salvatore en la que aparece por primera vez su famoso personaje Drizzt Do'Urden, un drow que ha abandonado la Antípoda Oscura para vivir en la superficie, y sus amigos Bruenor Battlehammer, Wulfgar, Regis y Catti-Brie.
- La piedra de cristal

Primera aparición del asesino Artemis Entreri, eterno antagonista de Drizzt.
- Ríos de plata
- La gema del halfling

### El Elfo Oscuro
Serie de novelas escrita por R.A. Salvatore. Aunque es posterior a la Trilogía del Valle del Viento Helado, cuenta sucesos anteriores: la vida de Drizzt Do'Urden antes de dejar la ciudad drow de Menzoberranzan en la que nació, la historia de los años que pasó en la Antípoda Oscura, su cautiverio a manos de los Illitas y finalmente el comienzo de sus aventuras en la superficie.
- La morada: Primera aparición de Jarlaxle, líder de la banda mercenaria drow Bregan D'aerthe.
- El exilio
- El refugio

### El legado del drow
Serie de novelas escrita por R.A. Salvatore. Tiene lugar después de la Trilogía del Valle del Viento Helado. Drizzt Do'Urden regresa a Menzoberranzan para investigar si su vida sigue en el punto de mira de las matronas drow. Mientras se prepara la defensa de Mithril Hall contra un nuevo ataque de los elfos oscuros, llega la Era de los Trastornos, durante la que los dioses son castigados por Ao a morar el plano terrenal en su encarnación mortal, el avatar, y la propia Lloth aparece en Menzoberranzan. La Reina Araña entrega al cautivo Wulfgar al demonio Errtu para que la mantenga informada sobre lo que sucede en la ciudad. Mientras Drizzt y sus compañeros buscan la forma de destruir la maligna piedra Crenshinibon, Wulfgar sufrirá terribles torturas a manos de Errtu. Una oportuna invocación libera a Errtu, quien escapa del Abismo junto con Wulfgar, y es derrotado por Drizzt y sus amigos.
- El legado
- Noche sin estrellas
- Cerco de oscuridad
- Luz en las tinieblas

### Sendas de tinieblas
Serie de novelas escrita por R.A. Salvatore. Tiene lugar después de El legado del drow. El tiempo pasado en manos de Errtu ha dejado seriamente afectado a Wulfgar, que debe luchar contra sus demonios internos, y este decide finalmente emprender su camino en solitario, conociendo a la que ser convertirá más adelante en su esposa y superando los daños que le infligió Errtu. Tras iniciar la búsqueda de su martillo robado, se reencuentra con sus antiguos compañeros para correr nuevas aventuras.
- El estigma de Errtu
- La Columna del Mundo
- El Mar de las Espadas

### Los Mercenarios
Novelas escritas por R.A. Salvatore. Aunque formen parte de la saga de Drizzt, se centra más en otros personajes muy cercanos a él. Los Reinos Olvidados crean extrañas asociaciones. Es el caso del asesino Artemis Entreri y el elfo oscuro Jarlaxle, protagonistas de novelas como El Siervo de la Piedra y El Mar de las Espadas.
- El siervo de la piedra
- La promesa del Rey Brujo
- El camino del patriarca

### Las Espadas del Cazador
Serie de novelas escrita por R.A. Salvatore. Tiene lugar después de Sendas de tinieblas. Un gran ejército de orcos goblins y gigantes invaden la región de la Columna del Mundo y Drizzt y sus amigos la hará frente.
- Los Mil Orcos
- Los Senderos de la muerte
- Las Dos Espadas

### Transiciones
Serie de novelas escrita por R.A. Salvatore. Tiene lugar después de Las Espadas del Cazador. ¿Cómo respoderá Drizzt de los grandes cambios que se están produciendo en el norte?
- El Rey Orco
- El Rey Pirata
- El Rey Fantasma

### Antologías de la saga de Drizzt
Una antología que recopila relatos del mundo de los Reinos Olvidados escritos por R.A. Salvatore. Todos ellos forman parte de la leyenda de Drizzt. No se recomienda leerlo antes de la trilogía Transiciones.
- El Elfo Oscuro. Relatos

### Neverwinter
Serie de novelas escrita por R.A. Salvatore. Tiene lugar después de Transiciones. Es hora de dejar atrás el pasado.
- Gauntlgrym
- Neverwinter
- La garra de Charon
- El último umbral

### La Secesión
Una novela escrita por R.A. Salvatore. Tiene lugar después de Neverwinter. Continúan las aventuras del famoso drow en este único volumen, que a su vez forma parte de una serie de 6 novelas donde cada una de ellas narra otras aventuras de otros personajes de los Reinos Olvidados.
- Los Compañeros

### La saga de Elminster
Serie de novelas escrita por Ed Greenwood. El personaje principal es el hechicero y Elegido de la diosa Mystra, Elminster.
En castellano están publicadas las novelas:
- Elminster, la forja de un mago
- Elminster en Myth Drannor
- La Tentación de Elminster

Y el relato Elminster at the Mage Fair, perteneciente al libro Relatos de Faerûn, primera entrega de las antologías de Reinos Olvidados publicada en castellano.

### Puerta de Baldur
Serie de novelas escrita por Philip Athans sobre el juego de ordenador del mismo nombre, Baldur's Gate.
- Puerta de Baldur
- Puerta de Baldur II - Sombras de Amn
- Puerta de Baldur II - El Trono de Bhaal

### Siempre Unidos, la isla de los elfos
Novela de Elaine Cunningham que cuenta la historia de la isla de Siempre Unidos, en la que se encuentra la corte de los elfos. La trama está ligada a algunos personajes y sucesos de los libros de la serie Los Arpistas de la misma autora.

### Los Arpistas
La serie principal está compuesta por cinco libros escritos por Elaine Cunningham, aunque existen otras novelas de otros autores de la serie de Los Arpistas que no han sido publicadas en español. Actualmente dicha serie ha suspendido su publicación, pero Elaine Cunningham sigue escribiendo sobre ella, estando proyectada la publicación de la sexta entrega para otoño de 2007.
Los personajes principales de la serie son la semielfa Arilyn Hojaluna y el bardo Danilo Thann.
- I. La venganza elfa

Los miembros de Los Arpistas, una sociedad secreta que vela por el orden en Faerûn, están siendo asesinados. El agente arpista Danilo Thann y la guerrera Arilyn Hojaluna se verán empujados a resolver el misterio y de paso poner a salvo sus vidas... aunque para eso primero tienen que soportarse entre sí, cosa nada fácil teniendo en cuenta el mal carácter de Arilyn y que Danilo enmascara su identidad con una perfecta interpretación de dandy bobalicón.
- II. Canción élfica

La memoria de los bardos de Aguas Profundas ha sido alterada por un hechizo, y Danilo Thann es el encargado de resolver el enigma.
- III. Sombras de plata

Esta vez la protagonista es Arilyn Hojaluna, quien recibe una terrible revelación sobre la naturaleza de su espada mágica.
- IV. El Bastión del Espino

El archimago Khelben Arunsun, tío de Danilo Thann, envía a la agente Arpista Bronwyn a investigar ciertos sucesos inquietantes de los que ha tenido noticia. Durante la investigación, Bronwyn se reencuentra con su desaparecido padre y lucha por recuperar un objeto que le pertenece por herencia legítima, descrubiendo un secreto familiar de graves consecuencias para ella y la organización secreta a la que pertenece.
- V. Las esferas de sueños

Danilo Thann, y en su ayuda su amiga Arilyn Hojaluna, investigan el negocio de la venta de las esferas de sueños en Aguas Profundas a raíz de un incidente ocurrido con la recién descubierta hermanastra de Danilo.

### La saga de Cormyr
Escrita por Ed Greenwood y Jeff Grubb. Cuenta la historia a través del tiempo de la nación de Cormyr y de cómo cambia el reparto de poderes en el reino.
- Cormyr
- Las Siete Plagas
- La Muerte del Dragón

### La Guerra de La Reina Araña
¿Cómo responderán los Drows ante la desaparición de Lolth?
- Desintegración
- Insurrección
- Condenación
- Extinción
- Aniquilación
- Resurrección

### El Retorno de los Archimagos
Una nueva magia llega de las profundidades del semiplano de las sombras.
- La invocación
- El asedio
- El hechicero